# ローラ・カーズ
ローラ・カーズ（Lola Cars Limited）は、イギリスのイングランド東部、ハンティンドンに拠点を置くレーシングカーコンストラクターである。
かつては世界最古、最大のレーシングカーコンストラクターだった。2012年に経営破綻したが、2024年から提携したヤマハ発動機と、フォーミュラEでモータースポーツに復帰する。

## 概要
1958年にエリック・ブロードレイによって設立された。フロントエンジンの小型スポーツカー製造から成長を遂げ、後にF2のプロジェクトが派生。以後CART／インディカー、F3000およびフォーミュラ・ニッポンなど各国独自のレギュレーションに合わせたシャーシや、フォーミュラ1に至るまで様々なカテゴリー用のシャーシを設計・製造。世界最古かつ最大のレーシングカー・コンストラクターの1つに多角化した。
しかし1997年にマスターカード・ローラF1プロジェクトの失敗後、1998年に会社をアイルランド人の マーティン・ビレーンが買収。過去にロータスやティレルでマネージャーだったルパート・マンワリングが2001年10月に新たに社長に就任した。
2012年5月16日付で会社管理手続を申請し、管財人の管理下に置かれ経営破綻。その後管財人の手で売却先を探し企業の存続を目指していたが、同年10月9日に管財人が「ビジネスとしての会社販売は実現しそうにない」との声明を発表し、企業存続が絶望的となった。今後は会社の売却可能な資産を売却し清算を図るとされた。
その後ローラの資産はマルチマティックに買収されたと発表。資産の購入に加えて、ローラ・カーズの名前と知的財産を使用するためのライセンス契約を取得した。
2014年、マルチマティックは、IMSA ウェザーテック・スポーツカー選手権Pクラス参戦のためにマツダ、スピードソースの共同チームに2台のローラ・B08/80を供給した。
2016年、マツダは翌年から始まるデイトナ・プロトタイプ・インターナショナル（DPi）規定に移行するため、この年ですべてのローラシャーシの使用が終了、レース界からローラの名前が消滅することになった。
一方でローラのファクトリー並び風洞は「ローラ・テクニカルセンター」として存続し、主に風洞のレンタル業務などを行い企業活動を継続していたが、2018年に施設を売却する方針が明らかにされた。しかし買い手がつかず、2021年1月に「ローラ」の商標やアーカイブなども含めた形で改めて売却の方針が示された。
2022年6月、アメリカ・ニューヨークで再生可能エネルギー関連の投資会社を営むイギリス人、ティル・ベヒトルスハイマーが、ローラ・テクニカルセンターを始めローラブランドと400以上のデザイン知的財産権（IP）を買い上げ、ローラを再始動した。2024年に新生ローラとして新たなマシンをスタートグリッドに並べることを目指すとしている。
2024年3月、ヤマハ発動機との提携を発表し共同開発を行っているパワートレインで、フォーミュラE世界選手権へ参戦する方針を明らかにした。同プロジェクトの責任者には、かつてスーパーアグリF1チームやチーム・アグリ、テチーターで代表を歴任したマーク・プレストンを迎え入れている。アプト・フォーミュラEチームに、ローラ・ヤマハのパワートレインを供給し、シーズン11より参戦する。

## スポーツカー
初期からスポーツカーレースに車両を供給していた。
マーク6
1963年に発表された。このマシンをベースとしたフォード・GT40がル・マン24時間レースで4連覇を果たした。
T70
1965年に発表されたオープン2座席スポーツカー。1966年に初代Can-Amチャンピオンを獲得。マシンとしてはT70の改良型がT70Mk3、国際マニュファクチャラーズ選手権用に量産されたクーペがT70Mk3B。搭載エンジンは、5,000〜6,000cc級のシボレーV8が多いが、フォードも存在する。
T160
1968年に発表されたオープン2座席スポーツカー。リアにウイングを装備。シボレーV8の7,000ccを搭載。
T163
1969年に発表されたT160の改良版。1969年Can-Amシリーズで無敵のマクラーレンワークスのM8Bの2台についでシリーズ3位を獲得した。シボレーV8の7,000ccを搭載。
T210
1970年に発表された。
T212
1971年に発表された2,000ccの2座席オープンスポーツ。フロントラジエタでウエッジシェイプのショートホイールベースマシン。
T220
1970年に発表された2,000ccスポーツカーT210を大型化したマシン。ショートホイールベースを採用。ポールポジションを奪う速さはあるが信頼性に欠け決勝は3位2回。シボレーV8の8,000ccを搭載。
T260
1971年に発表された。サイドラジエーターと先端がすとんと落ちるダルノーズを採用し、ロードラッグを狙ったマシン。実戦では、フロントのダウンフォースが不足し、フロントにウイングを装着して参戦。シボレーV8の8,000ccを搭載。
T290
1972年に発表された。サイドラジエーターと先端がすとんと落ちるダルノーズ、リアカウルとほぼ同一面に設置したリアウイングを採用し、ロードラッグを狙った2,000cc用マシン。日本の富士GC用に参戦。富士のバンクでモノコック剛性の弱さを見せた。
T280
1972年に発表された、3,000ccの世界メーカ選手権用マシン。基本デザインは、2,000cc用のT290と同一。フォードDFVエンジンを使用した。
T292
1973年に発表された2,000cc用マシン。車体幅を広げ、フロントノーズをウエッジシェイプ、リアウイングをハイマウントとしてダウンフォースを確保した。富士GCではオリジナルカウルではドラッグが大きくなり、T290タイプのフロントカウルとリアカウルに変更した鈴木誠一が第5戦で優勝した。
T282
1973年に発表された3,000ccの世界メーカ選手権用マシン。前年度のマシンT280からの変更内容は、T292と同一。
T310
1972年のCan-AM用マシン。サイドラジエタを採用し、ローラ製マシンの中で最も幅広く長いマシン。カウルはタイヤフェンダ以外を低く抑え、空気抵抗を減少させるデザインを採用。
T600
IMSA-GTPおよびグループ6用のプロトタイプレーシングカー。基本的にクローズドボディだが、グループ6用は規定を満たすため、屋根に小さな穴が開けられた。シボレー、ポルシェ、コスワースなど多くのエンジンが載せられた。
T710/T711
プロトタイプレーシングカー。シボレーエンジンを搭載し、シボレー・コルベットGTPの車両名で1984年よりIMSA-GTPに参戦した。搭載エンジンは3,400ccV6ターボ(T710)と5,700ccV8自然吸気(T711)。ターボ車の排気量は、後にレギュレーションの変更により3,000ccに縮小された。
T810
モノコック自体はT710とほぼ共用するプロトタイプレーシングカー。ボディワークはT710とは大きく異なる。日産V6ターボVG30エンジンを搭載し、1985年よりエレクトラモーティブからGTP ZX-Turboの車両名でIMSA-GTP、1985年から1986年にかけてセントラル20からフェアレディZCの車両名で全日本スポーツプロトタイプカー耐久選手権のC1クラスに参戦した。
B08/60
2008年にル・マン24時間レース、ル・マン・シリーズ、アメリカン・ル・マン・シリーズ（ALMS）などのル・マン・プロトタイプ1（LMP1）クラス参戦用に開発されたプロトタイプレーシングカー。ジャッドやアストンマーティン、トヨタ、マツダ（AER製）のエンジンを搭載した。
B08/80
2008年にLMP2クラスマシンとして開発された。ル・マン24時間レース、ル・マン・シリーズ、ALMSなどで使用された。ジャッド、HPD、マツダ（ディーゼル、ガソリン）エンジンを搭載した。
B09/60
2009年にデビュー。プロドライブの協力を得て開発されたB08/60の後継車。アストンマーティンのエンジン搭載のための専用車であり、アストンマーティン・レーシングがワークス車として使用した。
B11/40
2011年からコストキャップが導入されたLMP2レギュレーションに対応したスポーツカーレース用シャシー。マシンには7種類のエンジンが搭載可能で、トヨタ、日産のV8エンジンも搭載できる。

## フォーミュラカー

### F1
F1では、基本的に製作依頼を受けてシャシーを供給していたが、1997年にはワークスチームで単独参戦した（下記参照）。

#### レッグ・パーネル
1962年、レグ・パーネルのプライベーターチーム、ヨーマン・レーシング用にMk4を製作。ジョン・サーティースの手で開幕戦オランダGPでポールポジションを獲得。その後も2位表彰台2回など健闘したが、スポンサーの撤退で姿を消した。

#### ホンダ
1967年に、サーティースの仲介でホンダF1のシャシーを共同開発する。インディカーをベースにホンダエンジン用に改修したホンダ・RA300とRA301は、ローラ式のシャシーナンバーでは「T130」「T180」とも呼ばれていた。RA300は「Honda」と「Lola」を組み合わせて通称「Hondola（ホンドーラ）」と呼ばれ、デビュー戦のイタリアGPで劇的な優勝を果たした。

#### ヒル
1974年、1975年には、グラハム・ヒルのF1チーム、ヒル用のマシンT370、T371を製作した。

#### ハース
1985年〜1986年には、1960年代よりアメリカでローラの代理店を務めてきたカール・ハースがベアトリス・フーズのスポンサードを得てF1に参戦することとなり、このチームはチーム・ハース、もしくはハース・ローラと呼ばれた。マネージメントにはマクラーレンを追われたテディ・メイヤーが、ドライバーにはアラン・ジョーンズがそれぞれF1復帰した。このチームのコンストラクターとしてローラの名前が使われ、エリック・ブロードレイがテクニカル・コンサルタントの名目で参加したもののマシンの開発にはほとんど関与しなかった。
ジョン・ボールドウィン、ニール・オートレイ、ロス・ブラウンのチームが開発したTHL1はモノコックに被せるカウルを廃し、モノコックが車体表面となるようデザインされたメス型モノコックであった。これは当時のF1としてはまだ珍しい構成であった。

#### ラルース
1987年にラルースからシャシー開発を受託し（1989年まではコンストラクター名も「ローラ」だった）、1991年まで同チームにLCシリーズを供給した。1990年の日本グランプリでは、ランボルギーニエンジンを搭載したLC90を駆る鈴木亜久里が3位表彰台を獲得している。1991年も同チームにシャシーLC91を開発・供給したが、チームの資金難もあって開発がまったく出来ないシーズンでもあった。またこの年をもってラルースへのシャシーの委託開発の契約が終了した。
ラルースはローラに対して債務を負っていたが、1992年を前にラルースが破産宣告を行ったため、ローラは車両に関する代金をラルースから回収することができなかった。なおラルースは別組織を立ち上げ、1992年以降もF1に参戦した。

#### スクーデリア・イタリア
1993年にはスクーデリア・イタリアにT93/30を供給した。このマシンにはフェラーリ製のV型12気筒エンジンが搭載された。T93/30にはいわゆる「ハイテク」がほとんど搭載されていなかったが、第8戦のフランスGPからマニエッティ・マレリがフェラーリのために開発したトラクションコントロールシステムを搭載した。フランスGPの前戦カナダGPでは、レースの審査委員会がアクティブサスペンションないしトラクションコントロールを搭載することはレギュレーションに違反すると指摘したが、それらを持たないチームはスクーデリア・イタリアのみで、指摘に含まれなかったチームは他に一つも無かった。セミオートマチックトランスミッションとアクティブサスペンションは、シーズンが開幕してから搭載を決定した。
この年は予選で最後尾が定位置となり、予選不通過を7回記録した。成績が低迷したチームは、ヨーロッパラウンド終了時点でF1から撤退した。スクーデリア・イタリアはこのシーズン終了後、ミナルディと合併した。

#### 自社参戦
1995年には「1996年からF1へ独自参戦をする」とアナウンスを行い、アラン・マクニッシュをテストドライバーとして実走テストを行ったが、参戦に必要な資金を集める事が出来ず、またテクニカルレギュレーションが安定しなかった事で参戦を見送った。
1997年に、ローラは単独でのF1参戦に踏み切った。メインスポンサーにマスターカードが付き、カード会員から協賛金を集めるというユニークな計画を示した。しかし、急造したT97/30シャシーにフォルティ・コルセが使用していた中古のZETEC-Rエンジンを組み合わせたマシンは全く競争力がなく、開幕戦オーストラリアGPではジャック・ヴィルヌーヴが記録したポールタイムから10秒以上も離され、2台揃って107%ルールに抵触し予選落ちとなった。続く第2戦のブラジルGPでは、直前でマスターカードが突然財政支援を停止した為に、チームはエンジン（フォード）使用料の支払が不可能となりエンジンが供給されなかったので出走不可能になった。しかしブロードレイは「次戦までには新たなスポンサーを見つけて参戦を続ける」と発表したが、新たに資金を提供してくれるスポンサーが見つからずにF1から撤退をした。またシーズン途中でエンジンをフォードから「ローラV10エンジン」に変更する予定であったが、撤退により表舞台へ出る事は無かった。
1996年の終わりに唐突とも言える参戦表明から開幕戦までの僅かな時間でのF1マシンの製作は出来たが、開発作業の時間が極めて短く、十分な競争力を確保する事が出来なかった。結果的にはF1参戦表明から撤退までに要した費用が全て借金（数億円と言われた）となり、ブロードレイは会社を手放した。
2010年からF1に導入されることになった選択的コストキャップ制（現行技術規則制限だが、予算は各々が決められる制度と、技術的自由度が与えられる代わりに年間4,000万ユーロでドライバー年俸以外を賄わなければならない制度のどちらかを選択する）を利用し、F1に参戦する計画を進行させていることを発表した。結局、FIA発表の「2010年F1世界選手権エントリーリスト」には登載されなかった。

### F3000
T950
ローラはF3000初年度となる1985年より車体を供給した。T950と名付けられた車体はCARTのT800をベースとして開発された。
T86/50
マーチから移籍してきたラルフ・ベラミーが設計したT86/50を国際F3000へ供給した。国際F3000で使用された車両のうち数台は日本のチームに売られ、翌年全日本F3000選手権で使用された。ノーズ下面が僅かに削ぎ落とされた所謂『ハイノーズ』を意識した設計になっている。同年のマーチ86Bも、ノーズ下面が僅かに持ち上がっている。
T87/50
T86/50を改良し、モノコックがカーボン製になったモデルである。リアサスペンションがロッキングアームから、プッシュロッドに変更されセッティングの自由度が増している。国際F3000ではマーチに乗るステファノ・モデナがチャンピオンを獲得したが、1987年にF3000初年度となった全日本F3000では、シーズンが進むにつれマーチからローラへと車両を切り替えるチームが増え、ローラへ乗り換えた星野一義がチャンピオンとなった。マーチの日本代理店・チームルマンから出場した松本恵二も、第3戦からローラに乗り換えた。F1マーチのスポンサーをしていた、レイトンハウスのドライバーとして出場した関谷正徳は、マーチ87Bから1987年に使用していたローラT87/50に乗り替えている。会社の立場上新車のローラを買うわけには行かなかったものと思われる。
T88/50
1988年シーズンに向けて開発された。全日本F3000ではレイナードとマーチの両方を駆使して鈴木亜久里がチャンピオンとなり、ローラ勢では星野一義がシリーズランキング2位となった。
T89/50
全日本F3000では小河等がシリーズチャンピオン（序盤は1988年マシンで中盤以降は1989年マシンを使用）となり、ローラの強さが目立ち始めた。国際F3000ではレイナードがチャンピオンマシンであった。
T90/50
T89/50まではエンジン部が剥き出しであったが、このモデルで初めてロールバーの後方にエンジンを覆うカウルが装着された。エンジンへの吸気は、前年までのロールバー後方ではなく、前年ベネトンF1に似た、コクピットの横のエアダクトから導かれるデザインを導入した。
全日本F3000ではこのT90/50を操った星野一義が、国際F3000でもDAMSからエントリーしてT90/50をドライブしたエリック・コマスがチャンピオンとなり、レイナードユーザーがシーズン途中でローラへ変更するまでになった。
T91/50
外観はT90/50と良く似ていたが、ローラによると80%は新しくされたという。この年は国際F3000でラジアルタイヤが導入され、サスペンションジオメトリの見直しが行われた。
国際F3000では苦戦を強いられ、前年チャンピオンチーム、DAMSから参戦したアラン・マクニッシュは開幕からの3レースで2度の予選落ちを喫した。全日本F3000でも苦戦を強いられ、シーズン序盤は古いT90/50を使用するチームが相次いだが、シーズンが進むにつれT91/50を投入するチームが増えていった。
T92/50
T91/50の空力の欠点を修正し、安定性を高めるために新しいアンダーボディとフロントウィングが採用された。ベネトンタイプのエアインテークは廃止され、エンジンへの吸気はロールバー後方の開口部から取り入れられるようになった。
国際F3000では苦戦が続き、優勝は最終戦でジャン＝マルク・グーノンが挙げた1勝のみにとどまった。全日本F3000ではシーズン開幕時こそT92/50のエントリーは無かったが、間もなく10台以上が参戦した。ローラに乗るマウロ・マルティニがタイトルを獲得し、シリーズランキング2位もローラの鈴木利男が獲得した。
T93/50
前年モデルの進化型であったが、新たにヒューランド製の横置きシーケンシャルギアボックスが採用された。T93/50は20kgから25kgほど規定重量を上回っていた。ジャーナリストの熊野学は、前年モデルT92/50との重量バランスの比較から、新しいギアボックスが非常に重いことが重量超過の主因であろうと指摘した。全日本F3000では、軽量のアンダーパネルとトランスミッションケースなどを投入してマシン後部の軽量化を進めたり、T92/50のギアボックスを取り付けるなどの対策を採るチームもあった。
国際F3000へのエントリーが1台も無く、全日本のみで使用された。濃霧のため決勝が中止された第7戦と第8戦でポールポジションを獲得したが、勝利を記録することは無かった。ローラをドライブする星野一義が3度目のチャンピオンとなったが、星野はデータが豊富で信頼性が高い前年型のマシンを使用した。
国際F3000のシーズン終了後、ヨーロッパのサーキットでT93/50のデモンストレーションが行われた。ヴィンセンツォ・ソスピリがドライブするT93/50はレイナードの記録したタイムを塗り替えるパフォーマンスを見せ、ローラは翌シーズンへ向けて国際F3000チームからの受注に自信を見せた。
T94/50
全体に車体が細くなり、サイドポッドは小さく短くなった。この変更で、空力的に安定し、車体のピッチングの影響を受けにくくなると考えられた。前モデルで重量過多が指摘された横置きのギアボックスにも変更が加えられた。全幅が1インチほど小さく軽量なケースが新たに作成され、車体後方の気流も改善した。車重は530kgに収まり、レギュレーションを満たすために20kgのバラストが必要になった。
国際F3000ではノルディックとオメガランドの2チームがローラを使用したが、シーズンを通じての最上位はノルディックのジョルディ・ジェネがカタロニア・サーキットで記録した4位だった。
T95/50
T94/50から大きくボディデザインを変更した。このマシンは国際F3000において1992年以来の優勝を果たすことに成功し、マーク・グーセンがシリーズ3位を獲得した。全日本F3000では、ノバチームが使用したが、ローラを使用するプライベーターは、主に旧型を走らせた。1995年チャンピオンはローラの鈴木利男が獲得したが、旧型のT94/50によるものだった。
T96/50
国際F3000の参戦費用高騰を防止する為にマシンはローラ、エンジンはザイテック・ジャッドのワンメイクシリーズとなりハード面での競争が無くなった。
国際F3000は2004年をもって終了したが、旧型シャシーを用いて行われるユーロ3000選手権では2009年シリーズ終了までローラ製シャシーが一貫して使われた。

### フォーミュラ・ニッポン

#### 1996年 - 1999年
1996年に全日本F3000がフォーミュラ・ニッポンに衣替えすると、ローラはT95/50をベースに強度を上げたT96/51およびT96/52を供給した。しかし、シリーズタイトルはレイナードに乗るラルフ・シューマッハが獲得した。
1997年はペドロ・デ・ラ・ロサが全戦表彰台に上がり、ローラがチャンピオンマシンとなった。
1998年は優勝回数だけ見ればローラが6勝に対してレイナードが4勝であったが、レイナードを使用した本山哲がチャンピオンとなり、ローラユーザーがレイナードへ移行するきっかけにもなった年でもあった。
1999年は開発資金抑制のためフォーミュラ・ニッポン用のマシンをゼロから開発せず、国際F3000のマシンであるB99/50に改良を施し「B99/51」とした。開幕前のテストで、同じ時期に納車・シェイクダウンテストを行ったレイナードから2秒落ちのタイムしか出なかった事で、レイナードと比べて圧倒的にエアロダイナミクスで劣っている事が判明し、各チームとも車の熟成作業以前にエアロダイナミクスの改善作業に忙殺される事になった。しかし、マシンの持っている基本性能が低かった事で限界があり、またローラが新たに追加・開発した空力パーツも小手先の改良であったために、テストとレースを通じてレイナードとは勝負にならなかった。各チームはローラのマシンに早々に見切りをつけて、シーズン中盤までにはレイナードにスイッチした。しかしローラユーザーの中で唯一ムーンクラフトだけが最終戦まで使用した。シーズン途中から自社開発したカウルを導入し、空力的にはオリジナルとは別物と言えるマシンであった。ドライバーは道上龍で、2位表彰台が1回のみ。
結局、2000年用のマシンオーダーが入らなかった事もあり、この年をもってローラが姿を消し、2002年まではレイナードの事実上のワンメイクとなった。

#### 2003年 - 2008年
2002年にレイナード社が倒産したので、2004年から使用する予定だったマシンを前倒しして2003年からローラが再び全日本で走ることになった。2005年まではB351のワンメイクで行われた。
2006年はシャシーの更新年に当たり、引き続きローラの新型シャシーであるB06/51（FN06）が使用される事になった。2009年の更新の際にもコンペティション参加しているが、これまでのシャシーの延長型であったデザインが主催者の「F1ともインディとも違う新しいカテゴリ」という意向に沿わなかったこともありスウィフト・エンジニアリング製の017.n（FN09）に敗れ、2008年限りでローラシャシーはシリーズから姿を消した。

### F3
ローラは、1964年にT53を作成してF3に参戦した。これはミッドランドチームのために1台だけ作成されたものである。以後、ローラは継続的にF3マシンを製造した。
1979年に投入したT770で、ローラとしてはF3マシンに初めてウィングカー構造を採用した。翌1980年用のT770/2も含め、大きな成功をおさめることはできなかった。
2003年に童夢が設計、ローラが製作を行いマシンを販売するスタイルを取った。全日本とイギリスで数台が走り幾つかのレースで優勝はしたが、絶対的優位にあるダラーラの牙城を崩すまでの戦闘力を有す事が出来ずシェアの拡大はならなかった。
2005年からは童夢と関係を解消しローラ独自にF3マシンを開発・供給しているが、ダラーラの優位性の前に参戦台数は僅かである。

### インディカー、チャンプカー
1960年代に、ローラはインディ500用にシャシーを製作、1966年にグラハム・ヒルが優勝を飾った。1983年からはCARTに参戦を開始した。1993年までは勢いを保っていたが、1994年にレイナード、1997年にスウィフトが参入したあたりから徐々に劣勢になった。1996年にIRLが分離し、IRL側が独自シャシーを導入した1997年以降もCART側に残り続け、1997年のシーズン途中にフランク・ダーニーが加入し再建が図られた。1998年は1台のみの参戦となりながらも、1999年から徐々に勢力を増すことになる。
CARTでレイナードを使用していたトップチームの多くが2002年と2003年に、インディカー・シリーズにシリーズを切り替え、2002年に倒産したレイナードが2004年をもって姿を消したため、2005年と2006年はローラのワンメイクとなるが、2007年から使用されるマシンのコンペティションにおいてパノスに敗れ、2006年限りでチャンプカーの舞台から姿を消した。

### A1GP
A1グランプリの初年度となる2005-2006年シリーズから2007-2008年シリーズまで、B05/52を提供していた。詳しくはA1グランプリカーを参照。
また同車は、その後2010年よりユーロ3000選手権の後継として発足したAuto GPで使用されている。

## F1における全成績
(key) （太字はポールポジション）
| 年     | エントラント                     | シャシー/  | エンジン                          | ドライバー                     | 1   | 2   | 3   | 4   | 5   | 6   | 7   | 8   | 9   | 10   | 11  | 12  | 13  | 14   | 15  | 16   | 17  | ポイント | 順位 |
| ------ | -------------------------------- | ---------- | --------------------------------- | ------------------------------ | --- | --- | --- | --- | --- | --- | --- | --- | --- | ---- | --- | --- | --- | ---- | --- | ---- | --- | -------- | ---- |
| 1962年 |                                  |            |                                   |                                | NED | MON | BEL | FRA | GBR | GER | ITA | USA | RSA |      |     |     |     |      |     |      |     | 19       | 4th  |
| 1962年 | ヨーマン・レーシング ・チーム    | Mk4 A      | クライマックス V8                 | ジョン・サーティース           | Ret | 4   | 5   | 5   | 2   | 2   | Ret | Ret | Ret |      |     |     |     |      |     |      |     | 19       | 4th  |
| 1962年 | ヨーマン・レーシング ・チーム    | Mk4 A      | クライマックス V8                 | ロイ・サルヴァドーリ           | Ret | Ret |     | Ret | Ret | Ret | Ret |     | Ret |      |     |     |     |      |     |      |     | 19       | 4th  |
| 1963年 |                                  |            |                                   |                                | MON | BEL | NED | FRA | GBR | GER | ITA | USA | MEX | RSA  |     |     |     |      |     |      |     | 0        | NC   |
| 1963年 | レグ・パーネル ・レーシング      | Mk4 A      | クライマックス V8                 | モーリス・トランティニアン     | Ret |     |     |     |     |     |     |     |     |      |     |     |     |      |     |      |     | 0        | NC   |
| 1963年 | レグ・パーネル ・レーシング      | Mk4 A      | クライマックス V8                 | クリス・エイモン               | DNS | Ret | Ret | 7   | 7   | Ret | DNS |     |     |      |     |     |     |      |     |      |     | 0        | NC   |
| 1963年 | レグ・パーネル ・レーシング      | Mk4 A      | クライマックス V8                 | ルシアン・ビアンキ             |     | Ret |     |     |     |     |     |     |     |      |     |     |     |      |     |      |     | 0        | NC   |
| 1963年 | レグ・パーネル ・レーシング      | Mk4 A      | クライマックス V8                 | マステン・グレゴリー           |     |     |     |     | Ret | 11  |     |     | Ret |      |     |     |     |      |     |      |     | 0        | NC   |
| 1963年 | レグ・パーネル ・レーシング      | Mk4 A      | クライマックス V8                 | マイク・ヘイルウッド           |     |     |     |     |     |     | 10  |     |     |      |     |     |     |      |     |      |     | 0        | NC   |
| 1963年 | ティム・パーネル                 | Mk4        | クライマックス V8                 | ジョン・キャンベル＝ジョーンズ |     |     |     |     | 11  |     |     |     |     |      |     |     |     |      |     |      |     | 0        | NC   |
| 1963年 | DW レーシング ・エンタープライズ | Mk4        | クライマックス V8                 | ボブ・アンダーソン             |     |     |     |     | 12  |     | 12  |     |     |      |     |     |     |      |     |      |     | 0        | NC   |
| 1967年 |                                  |            |                                   |                                | RSA | MON | NED | BEL | FRA | GBR | GER | CAN | ITA | USA  | MEX |     |     |      |     |      |     | 0        | NC   |
| 1967年 | ローラ・カーズ Ltd.              | T100       | BMW                               | ヒューベルト・ハーネ           |     |     |     |     |     |     | Ret |     |     |      |     |     |     |      |     |      |     | 0        | NC   |
| 1968年 |                                  |            |                                   |                                | RSA | ESP | MON | BEL | NED | FRA | GBR | GER | ITA | CAN  | USA | MEX |     |      |     |      |     | 0        | NC   |
| 1968年 | ローラ・カーズ Ltd.              | T100       | BMW                               | ヒューベルト・ハーネ           |     |     |     |     |     |     |     | 10  |     |      |     |     |     |      |     |      |     | 0        | NC   |
| 1974年 |                                  |            |                                   |                                | ARG | BRA | RSA | ESP | BEL | MON | SWE | NED | FRA | GBR  | GER | AUT | ITA | CAN  | USA |      |     | 1        | 12th |
| 1974年 | エンバシー・ヒル                 | T370       | フォード コスワース DFV           | グラハム・ヒル                 | Ret | 11  | 12  | Ret | 8   | 7   | 6   | Ret | 13  | 13   | 9   | 12  | 8   | 14   | 8   |      |     | 1        | 12th |
| 1974年 | エンバシー・ヒル                 | T370       | フォード コスワース DFV           | ガイ・エドワーズ               | 11  | Ret |     | DNQ | 12  | 8   | 7   | Ret | 15  | DNS  | DNQ |     |     |      |     |      |     | 1        | 12th |
| 1974年 | エンバシー・ヒル                 | T370       | フォード コスワース DFV           | ロルフ・シュトメレン           |     |     |     |     |     |     |     |     |     |      |     | Ret | Ret | 11   | 12  |      |     | 1        | 12th |
| 1975年 |                                  |            |                                   |                                | ARG | BRA | RSA | ESP | MON | BEL | SWE | NED | FRA | GBR  | GER | AUT | ITA | USA  |     |      |     | 0        | NC   |
| 1975年 | エンバシー・ヒル                 | T370 T371  | フォード コスワース DFV           | グラハム・ヒル                 | 10  | 12  | DNQ |     |     |     |     |     |     |      |     |     |     |      |     |      |     | 0        | NC   |
| 1975年 | エンバシー・ヒル                 | T370 T371  | フォード コスワース DFV           | ロルフ・シュトメレン           | 13  | 14  | 7   |     |     |     |     |     |     |      |     |     |     |      |     |      |     | 0        | NC   |
| 1985年 |                                  |            |                                   |                                | BRA | POR | SMR | MON | CAN | DET | FRA | GBR | GER | AUT  | NED | ITA | BEL | EUR  | RSA | AUS  |     | 0        | NC   |
| 1985年 | チーム・ハース                   | THL1       | ハート S4 (t/c)                   | アラン・ジョーンズ             |     |     |     |     |     |     |     |     |     |      |     | Ret |     | Ret  | DNS | Ret  |     | 0        | NC   |
| 1986年 |                                  |            |                                   |                                | BRA | ESP | SMR | MON | BEL | CAN | DET | FRA | GBR | GER  | HUN | AUT | ITA | POR  | MEX | AUS  |     | 6        | 8th  |
| 1986年 | チーム・ハース                   | THL2       | フォード V6 (t/c) ハート S4 (t/c) | アラン・ジョーンズ             | Ret | Ret | Ret | Ret | 11  | 10  | Ret | Ret | Ret | 9    | Ret | 4   | 6   | Ret  | Ret | Ret  |     | 6        | 8th  |
| 1986年 | チーム・ハース                   | THL2       | フォード V6 (t/c) ハート S4 (t/c) | パトリック・タンベイ           | Ret | 8   | Ret | Ret | Ret | DNS |     | Ret | Ret | 8    | 7   | 5   | Ret | NC   | Ret | NC   |     | 6        | 8th  |
| 1986年 | チーム・ハース                   | THL2       | フォード V6 (t/c) ハート S4 (t/c) | エディ・チーバー               |     |     |     |     |     |     | Ret |     |     |      |     |     |     |      |     |      |     | 6        | 8th  |
| 1987年 |                                  |            |                                   |                                | BRA | SMR | BEL | MON | DET | FRA | GBR | GER | HUN | AUT  | ITA | POR | ESP | MEX  | JPN | AUS  |     | 3        | 9th  |
| 1987年 | ラルース・カルメル               | LC87       | フォード コスワース DFZ           | ヤニック・ダルマス             |     |     |     |     |     |     |     |     |     |      |     |     |     | 9    | 14  | 5    |     | 3        | 9th  |
| 1987年 | ラルース・カルメル               | LC87       | フォード コスワース DFZ           | フィリップ・アリオー           |     | 10  | 8   | Ret | Ret | Ret | Ret | 6   | Ret | 12   | Ret | Ret | 6   | 6    | Ret | Ret  |     | 3        | 9th  |
| 1988年 |                                  |            |                                   |                                | BRA | SMR | MON | MEX | CAN | DET | FRA | GBR | GER | HUN  | BEL | ITA | POR | ESP  | JPN | AUS  |     | 0        | NC   |
| 1988年 | ラルース・カルメル               | LC88       | フォード コスワース DFZ           | ヤニック・ダルマス             | Ret | 12  | 7   | 9   | DNQ | 7   | 13  | 13  | 19  | 9    | Ret | Ret | Ret | 11   |     |      |     | 0        | NC   |
| 1988年 | ラルース・カルメル               | LC88       | フォード コスワース DFZ           | フィリップ・アリオー           | Ret | 17  | Ret | Ret | 10  | Ret | Ret | 14  | Ret | 12   | 9   | Ret | Ret | 14   | 9   | 10   |     | 0        | NC   |
| 1988年 | ラルース・カルメル               | LC88       | フォード コスワース DFZ           | 鈴木亜久里                     |     |     |     |     |     |     |     |     |     |      |     |     |     |      | 16  |      |     | 0        | NC   |
| 1988年 | ラルース・カルメル               | LC88       | フォード コスワース DFZ           | ピエール＝アンリ・ラファネル   |     |     |     |     |     |     |     |     |     |      |     |     |     |      |     | DNQ  |     | 0        | NC   |
| 1989年 |                                  |            |                                   |                                | BRA | SMR | MON | MEX | USA | CAN | FRA | GBR | GER | HUN  | BEL | ITA | POR | ESP  | JPN | AUS  |     | 1        | 15th |
| 1989年 | エキップ・ラルース               | LC88B LC89 | ランボルギーニ V12                | フィリップ・アリオー           | 12  | Ret | Ret | Ret | Ret | Ret | Ret | Ret | Ret | DNPQ | 16  | Ret | 9   | 6    | Ret | Ret  |     | 1        | 15th |
| 1989年 | エキップ・ラルース               | LC88B LC89 | ランボルギーニ V12                | ヤニック・ダルマス             | DNQ | Ret | DNQ | DNQ | DNQ | DNQ |     |     |     |      |     |     |     |      |     |      |     | 1        | 15th |
| 1989年 | エキップ・ラルース               | LC88B LC89 | ランボルギーニ V12                | エリック・ベルナール           |     |     |     |     |     |     | 11  | Ret |     |      |     |     |     |      |     |      |     | 1        | 15th |
| 1989年 | エキップ・ラルース               | LC88B LC89 | ランボルギーニ V12                | ミケーレ・アルボレート         |     |     |     |     |     |     |     |     | Ret | Ret  | Ret | Ret | 11  | DNPQ | DNQ | DNPQ |     | 1        | 15th |
| 1990年 |                                  |            |                                   |                                | USA | BRA | SMR | MON | CAN | MEX | FRA | GBR | GER | HUN  | BEL | ITA | POR | ESP  | JPN | AUS  |     | 11       | 6th  |
| 1990年 | エスポ・ラルース F1              | LC89B LC90 | ランボルギーニ V12                | エリック・ベルナール           | 8   | Ret | 13  | 6   | 9   | Ret | 8   | 4   | Ret | 6    | 9   | Ret | Ret | Ret  | Ret | Ret  |     | 11       | 6th  |
| 1990年 | エスポ・ラルース F1              | LC89B LC90 | ランボルギーニ V12                | 鈴木亜久里                     | Ret | Ret | Ret | Ret | 12  | Ret | 7   | 6   | Ret | Ret  | Ret | Ret | 14  | 6    | 3   | Ret  |     | 11       | 6th  |
| 1991年 |                                  |            |                                   |                                | USA | BRA | SMR | MON | CAN | MEX | FRA | GBR | GER | HUN  | BEL | ITA | POR | ESP  | JPN | AUS  |     | 2        | 11th |
| 1991年 | ラルース                         | LC91       | フォード コスワース DFR           | エリック・ベルナール           | Ret | Ret | 9   | Ret | 6   | Ret | Ret | Ret | Ret | Ret  | Ret | DNQ | Ret | DNQ  |     |      |     | 2        | 11th |
| 1991年 | ラルース                         | LC91       | フォード コスワース DFR           | 鈴木亜久里                     | 6   | Ret | Ret | Ret | Ret | Ret | Ret | Ret | Ret | Ret  | DNQ | DNQ | Ret | DNQ  | Ret | DNQ  |     | 2        | 11th |
| 1991年 | ラルース                         | LC91       | フォード コスワース DFR           | ベルトラン・ガショー           |     |     |     |     |     |     |     |     |     |      |     |     |     |      |     | DNQ  |     | 2        | 11th |
| 1993年 |                                  |            |                                   |                                | RSA | BRA | EUR | SMR | ESP | MON | CAN | FRA | GBR | GER  | HUN | BEL | ITA | POR  | JPN | AUS  |     | 0        | NC   |
| 1993年 | スクーデリア・イタリア           | T93/30     | フェラーリ V12                    | ミケーレ・アルボレート         | Ret | 11  | 11  | DNQ | DNQ | Ret | DNQ | DNQ | DNQ | 16   | Ret | 14  | Ret | Ret  |     |      |     | 0        | NC   |
| 1993年 | スクーデリア・イタリア           | T93/30     | フェラーリ V12                    | ルカ・バドエル                 | Ret | 12  | DNQ | 7   | Ret | DNQ | 15  | Ret | Ret | Ret  | Ret | 13  | 10  | 14   |     |      |     | 0        | NC   |
| 1997年 |                                  |            |                                   |                                | AUS | BRA | ARG | SMR | MON | ESP | CAN | FRA | GBR | GER  | HUN | BEL | ITA | AUT  | LUX | JPN  | EUR | 0        | NC   |
| 1997年 | マスターカード・ローラ           | T97/30     | フォード・ ゼテック-R V8          | ヴィンセンツォ・ソスピリ       | DNQ | DNA |     |     |     |     |     |     |     |      |     |     |     |      |     |      |     | 0        | NC   |
| 1997年 | マスターカード・ローラ           | T97/30     | フォード・ ゼテック-R V8          | リカルド・ロセット             | DNQ | DNA |     |     |     |     |     |     |     |      |     |     |     |      |     |      |     | 0        | NC   |